# ESN Vrilissia
L'ESN Vrilissia è una squadra di pallamano maschile greca con sede a Vrilissia.

La sezione è stata fondata nel 2005.

## Palmarès

### Titoli nazionali
- Campionato greco: 1
  - 1995-96.
- Coppa della Grecia: 2
  - 1995-96, 2010-11.